# Jakubowce (Ukraina)
Jakubowce (ukr. Якубівці, Jakubiwci) – dawna wieś sołecka. Znajdowała się nieopodal wsi Olesin w rejonie tarnopolskim, w obwodzie tarnopolskim, na Ukrainie.

## Historia
Jakubowce to dawna wieś sołecka utworzona w 1922 roku w gminie jednostkowej Olesin w powiecie brzeżańskim województwa tarnopolskiego. 1 października 1929 z rozparcelowanego obszaru dworskiego Olesin utworzono samodzielną jednostkową gminę wiejską Jakubowce (w ówczesnej ortografii Jakóbowce).
1 sierpnia 1934 w ramach reformy na podstawie ustawy scaleniowej zniesiono gminy jednostkowe, a Jakubowce weszły w skład zbiorowej gminy Budyłów, gdzie 21 września 1934 utworzyły gromadę.
W 1939 skład etniczny kolonii prezentował się następująco:
| Narodowość | Ludność | Odsetek |
| ---------- | ------- | ------- |
| Polacy     | 350     | 92,1    |
| Ukraińcy   | 30      | 7,9     |
| Razem      | 380     | 100,0   |

W nocy z 18 na 19 września 1939 r. nacjonaliści ukraińscy z OUN zamordowali 21 Polaków i obrabowali wszystkie zagrody polskie, paląc większość z nich.
Miejscowość zlikwidowano podczas II wojny światowej.